# Semley
Semley è una località inglese nella Parrocchia civile di Sedgehill and Semley, nella contea dello Wiltshire in Gran Bretagna.